# Biblioteca Daniel Cosío Villegas
A Biblioteca Daniel Cosío Villegas, também conhecida pela sigla BDCV, é uma biblioteca universitária, de investigação, especializada em ciências sociais, pertencente ao Colégio de México. Começou em 1940 e possui uma das colecções mais destacadas em América Latina sobre ciências sociais e humanidades. Em 1976 deu-se-lhe o nome que possui actualmente: o nome de um de seus fundadores e presidente da instituição sede.

## Antecedentes históricos
Os antecedentes da biblioteca remontam à Casa de Espanha em México, a qual só funcionou um ano e meio e em 1940 mudou seu nome para Colégio de México. Até 1939 a biblioteca era uma colecção de livros doada por vários membros e colaboradores da Casa de Espanha. Estava sob a coordenação de Francisco Giner de los Ríos (homónimo de seu avô pedagogo e fundador da Instituição Livre de Ensino) e não foi até finais do ano 1940 que se montou formalmente a biblioteca na rua Pánuco, 63.
A primeira direção da biblioteca ficou a cargo do poeta exilado Francisco Ginner (1939-1945). Geriu as primeiras aquisições bibliográficas, atividade que compartilhava com Alfonso Reis, e foi responsável pelas primeiras publicações editadas pelo Fundo de Cultura Económica.
No início, o acervo esteve composto principalmente por coleções sobre filosofia e literatura, livros adquiridos pela Casa de Espanha e por doações de bibliotecas mexicanas. Durante a gestão de Giner, a coleção chegou a ter um pouco mais de 7.000 volumes.
Em 1945, a biblioteca deveu mudar-se a seu novo local, localizado na rua de Sevilla, 30. Aí, foram fundidas a coleção do Centro de Estudos Históricos (CEH) e a do Centro de Estudos Sociológicos (CES).
Após a direcção de Francisco Giner de los Ríos, a biblioteca esteve a cargo da historiadora e bibliotecária Susana Uribe e Ortiz, de 1945 a 1965. No momento em que Uribe assumiu a direcção, a biblioteca se encontrava localizada na esquina das ruas de Durango e Praça Río de Janeiro, em Condesa. No final da gestão de Uribe, a biblioteca contava com uma coleção de mais de 45.000 volumes.
Posteriormente, estiveram a cargo da direção da biblioteca: Ario Garza Mercado (1966-1989) e Álvaro Quijano Solís (1989-2003). Micaela Chávez Villa, diretora desde 2004, recebeu a homenagem ao Bibliotecário na Feira Internacional do Livro (FIL) de Guadalajara em 2017, por sua trajetória destacada com mais de 40 anos no exercício da profissão. Detalhes interessantes encontram-se na entrevista Uma vida entregada aos livros.

## Coleções

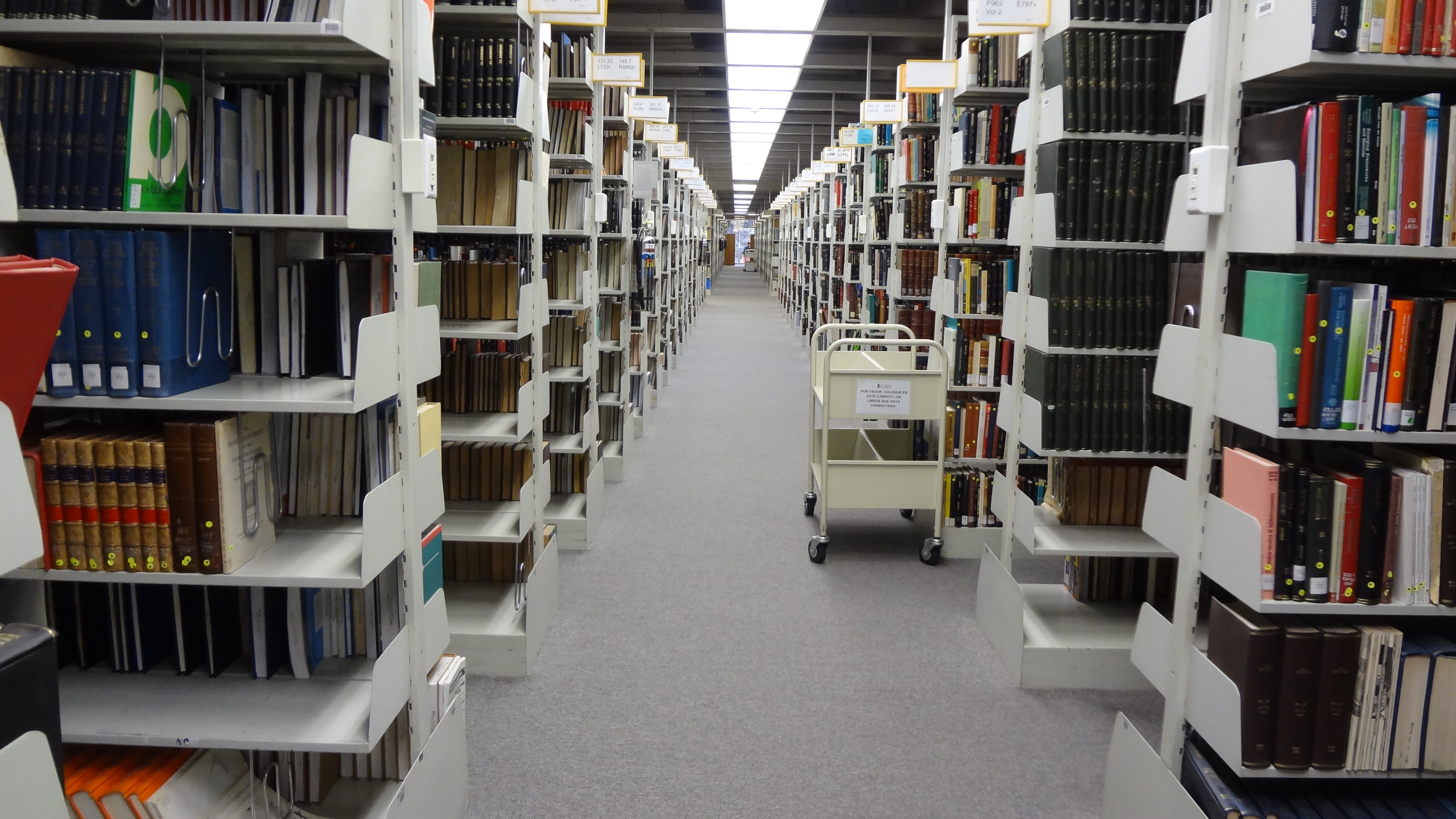
Corredores de coleção da BDCV

### Obras de referência
A coleção de obras de referência está conformada por títulos em formato físico e digital. Entre os tipos de documentos com os quais conta se encontram os seguintes:
- Bibliografias
- Enciclopédias
- Diretórios
- Dicionários
- Guias de informação estatística
- Anuários
- Catálogos de bibliotecas

### Coleção CIDOC
Em 1979, o Centro Intercultural de Documentação (Cidoc) entregou ao Colégio de México sua biblioteca, que continha aproximadamente 7.000 títulos, repartidos nas temáticas de igreja e sociedade, história eclesiástica, disciplina, administração e política eclesiástica, ação e reforma social, entre outras.
O catálogo de microfichas "The History of Religiosity in Latin America ca. 1830-1970" foi criado a partir da digitalização de ao redor de mil títulos da coleção Cidoc.

### Coleção especial
Nesta coleção conserva ao menos uma instância de:
- Toda obra editada pelo Colégio de México
- Toda tese apresentada na instituição
- Fascículos publicados nos centros de estudo.

Há também livros com valor patrimonial ou que precisam um resguardo especial, normalmente editados antes de 1920.

### Coleção asiática e africana
Para a conformação desta colecção foram de grande importância as doações dos programas Window on Korea (WOK) da Biblioteca Nacional de Coreia, Library Support Program da Fundação Japão e diversas doações da embaixada Chinesa.
Entre as línguas asiáticas e africanas que compõem esta colecção se encontram o chinês, árabe, coreano, japonês, hindi e swahili. Cobre temáticas como arte e literatura, economia, estudo e ensino do idioma, história, política e sociedade de África, Chinesa, Índia, Japão, Meio Oriente e o Área do Pacífico.

### Publicações periódicas
A biblioteca está associada a 3.500 títulos de publicações periódicas, destas quase 300 se encontram disponíveis em texto completo em formato eletrônico. Ademais, ao redor de 90 bancos de dados dão acesso a aproximadamente 70.000 títulos de publicações periódicas em texto completo.

### Organismos internacionais
O Colégio de México é uma das instituições governamentais que recebem publicações da Organização das Nações Unidas (ONU).
A BDCV atua como instituição de guarda de documentos tanto oficiais como provisórios das áreas de estudo do Colégio, informação produzida por:
- Assembleia Geral
- Conselho de Administração Fiduciária
- Conselho Econômico e Social
- Conselho de Segurança
- Secretaria Geral

Nesta coleção há também algumas publicações das seguintes instituições, às quais a biblioteca está vinculada:
- Banco Mundial
- Fundo Monetário Internacional
- Organização para a Cooperação e o Desenvolvimento Económico
- Organização das Nações Unidas para a Educação, a Ciência e a Cultura
- Organização Mundial da Saúde

### Mapas
A coleção de mapas contém 800 mapas geográficos, históricos e políticos de todo o mundo. Ademais conta com múltiplos atlas históricos, urbanos, linguísticos, geográficos, estatísticos e etnográficos.

### Audiovisuais
A coleção de aproximadamente 8.000 títulos de micropelículas contém:
- 425 rolos de vídeo da Embaixada de Espanha no México sobre informação relativa aos séculos XIX e XX
- 2.059 rolos do National Archives de Estados Unidos sobre América Latina
- 476 rolos do Foreign Office de Grã-Bretanha sobre o México

Conta com cerca de 3.000 teses sobre América Latina.
Com respeito à colecção de videoteipes contém cursos elaborados pelo Banco de México, além de material produzido pelo Colégio de México para o canal 11 e outros programas.

### Colecções pessoais
- Alfonso Awed
- Ramón Beteta
- Daniel Cosío Villegas
- Gerard K Boon
- José Gaos
- Celestino Herrera Frimont
- Jacinto Huitrón
- Norma e Emile Jacobs
- Prodyot Mukherjee
- Carlos Pellicer
- Nicolás Pizzarro Suárez
- Tomás Segovia
- Pedro Urbano González da Rua
- Pombo Valencia
- Eduardo Villaseñor
- Antonio Martínez Baez
- Glória Ruíz de Bravo Ahuja
- Adriana Vidal de Vilalta

## Edifício
O edifício principal recebe a biblioteca desde o ano 1976, num espaço de 731.70 m² e uma capacidade de armazenamento de 2.188 estantes. Como a biblioteca ocupa seu edifício principal desde os anos 70, esta estava a chegar ao limite de sua capacidade. Desde 2003 foi evidente a saturação do acervo, pelo que Ario Garza Mercado foi encarregado de fazer um "Programa de Necessidade para a Ampliação da Biblioteca do Colégio de México, 2004-2024", mas não se realizaram por enquanto ações sobre isso.

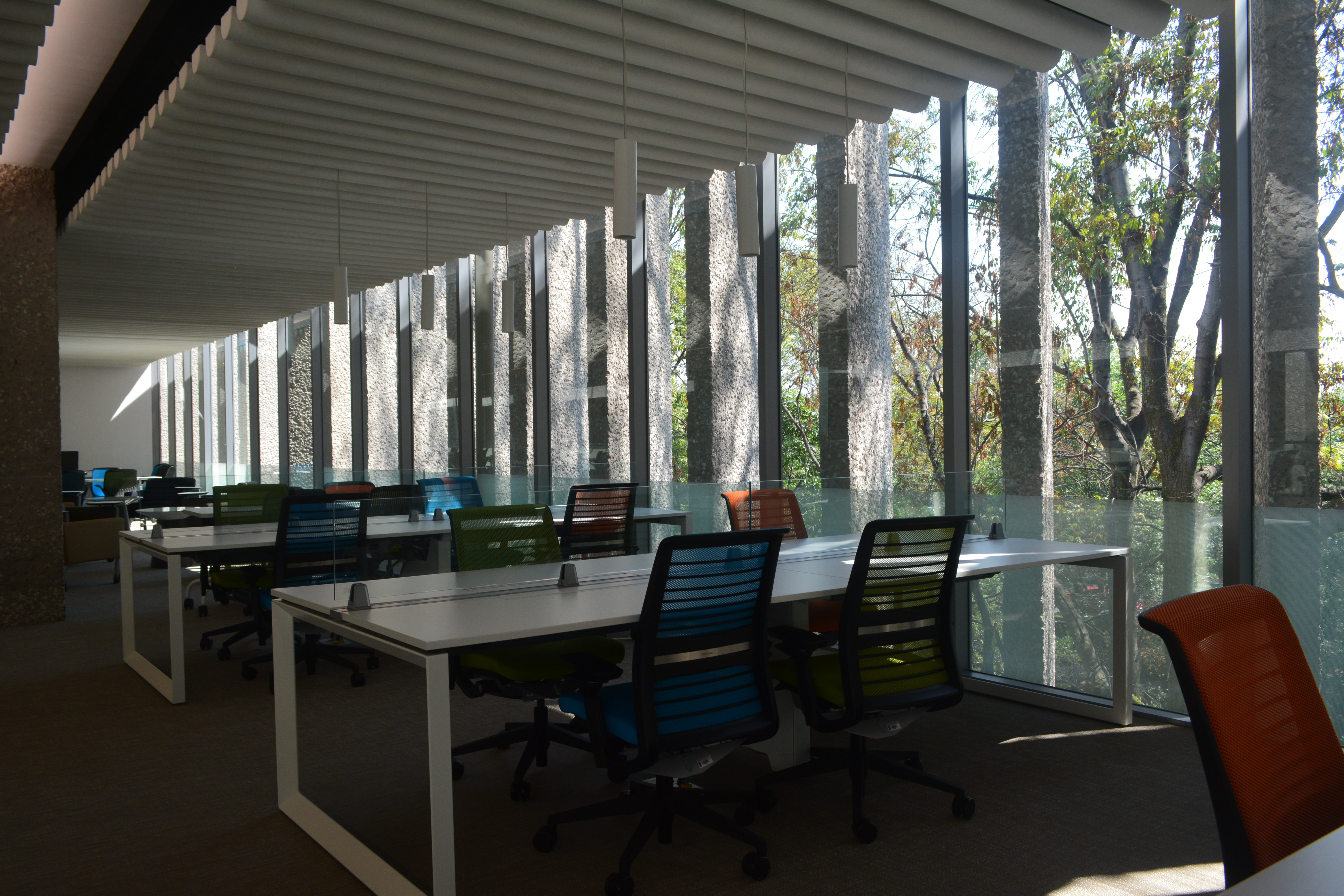
Edifício Mario Ojeda, anexo à BDCV

A construção do novo edifício Mario Ojeda Gómez, anexo ao edifício principal da BDCV, responde à necessidade de continuar recebendo as crescentes colecções que resguarda a biblioteca.
No fim de 2012 o Colégio conseguiu o financiamento para levar a cabo o projecto. Javier Garciadiego convidou ao arquiteto Teodoro González de León para  realizar a obra. Teve-se como assessores Michel Keller, diretor do Academic Information Resources e Adán Grego, especialista da América Latina. Ambos de Stanford University.
O novo edifício representa uma ampliação de quatro mil metros quadrados distribuídos em quatro níveis, um sótão, dois andares com estantes e uma planta principal que funciona como sala de leitura, consulta e trabalho em equipe. Na parte de acima conta com um terraço que liga ao pátio principal do Colégio.
Seu nome está dado em homenagem a Mario Ojeda Gómez, que foi presidenta do Colégio de 1985 a 1995, experiente em teorias de relações internacionais e política exterior. Esse novo edifício encontra-se inscrito no registro de obras do património cultural e artístico de México.
Detalhes adicionais encontram-se disponíveis na Biblioteca Daniel Cosío Villegas: preparada para o futuro.
O novo edifício está planejado para receber o acervo em crescimento por ao menos 23 anos a partir de sua inauguração.